# Les Autels-Saint-Bazile
Les Autels-Saint-Bazile är en kommun i departementet Calvados i regionen Normandie i norra Frankrike. Kommunen ligger i kantonen Livarot som ligger i arrondissementet Lisieux. År 2018 hade Les Autels-Saint-Bazile 49 invånare.

## Befolkningsutveckling
Antalet invånare i kommunen Les Autels-Saint-Bazile
Referens: INSEE